# Кочерри, Георг
Георг Кочерри (англ. George Kocherry; род. 4 февраля 1945, Чанганачерри, Британская Индия) — индийский прелат и ватиканский дипломат. Титулярный архиепископ Отоны с 10 июня 2000. Апостольский нунций в Того с 10 июня 2000 по 2002. Апостольский нунций в Зимбабве с 10 июня 2000 по 22 декабря 2007. Апостольский нунций в Гане с 22 декабря 2007 по 6 июля 2013. Апостольский нунций в Бангладеш с 6 июля 2013 по 24 августа 2022.